# Gian & Giovani - Vol. 3
Gian e Giovani - vol 3 é o terceiro álbum da dupla sertaneja Gian & Giovani, lançado em 1992 . As 12 faixas traziam consigo a marca que é evidente na dupla: o romantismo, onde todas elas falavam de amores, paixões e decepções. A música "Olha Amor" se tornou um dos maiores sucessos da dupla Gian & Giovani, estourando em todo o país em 1992. Foi a primeira autoria de sucesso do maestro e produtor Pinocchio. Este disco trouxe inúmeras alegrias a dupla, vendendo em um mês 250 mil cópias (LPs) e 35 mil só de CDs, mídia que na época, não era tão popular assim como o LP. "Nós não nos preocupamos em ser os melhores, só queremos estar lá, entre eles", afirma Giovani. Esse álbum também encaminhou outros sucessos às rádios brasileiras como: "Não Dá Pra Te Esquecer", "Eu Quero Te Amar" que ganhou um videoclipe na época, "Com Outro Foi Embora" e "Passarela Do Meu Coração". 
Um dos segredos para o sucesso do disco, foi a boa escolha de repertório. "Existe uma perfeita sintonia, entre nós dois e o Paulinho (Empresário), além das opiniões de amigos. Esse novo álbum, trás composições de César Augusto, Roberta Miranda, Elias Muniz e Alexandre, Jefferson Farias, Peninha, Mário Marcos, Rio Negro e etc. Isto é, o que há de melhor no momento. Esperamos que nosso público nos acompanhe mais uma vez, porque o trabalho foi feito com muito carinho", disse a dupla à ocasião do lançamento do disco, na época.

## Curiosidades
- A canção "Olha Amor", foi originalmente gravada pela dupla "Beto & Braga" em 1991.

- A canção foi o 1º single do disco lançado nas rádios de todo o Brasil, passando várias semanas dentro do top-10 das paradas de sucessos, com isso, o single ficou em 10º lugar na tabela anual de 92 (2º lugar entre as Sertanejas). [7][8]

- Em 1992, Gian & Giovani já eram considerados por veículos do meio, como a quarta dupla mais popular do país[9]. Com a ascensão de Zezé di Camargo e Luciano, o trio ficou formado pelos Amigos (Show). Nesse período, o segundo escalão ficou formado por Chrystian & Ralf, Gian & Giovani e mais tarde João Paulo & Daniel. Já em 1996, entraram pro primeiro time, se tornando uma das 5 maiores duplas do país.

## Faixas
| N.º            | Título                     | Compositor(es)                    | Duração |  |
| 1.             | "Olha Amor"                | Pinocchio / Paulo Henrique        | 3:54    |  |
| 2.             | "Eu Quero Te Amar"         | Jefferson Farias / Sula Mazurega  | 3:00    |  |
| 3.             | "Não Dá Pra Te Esquecer"   | Chico Roque / Carlos Colla        | 3:33    |  |
| 4.             | "É Hora De Recomeçar"      | Peninha / Mario Marcos            | 3:07    |  |
| 5.             | "Por Que Será"             | Elias Muniz / Alexandre           | 3:29    |  |
| 6.             | "Com Outro Foi Embora"     | Carlos Randall / Jefferson Farias | 3:20    |  |
| 7.             | "Meu Verdadeiro Amor"      | César Augusto                     | 3:51    |  |
| 8.             | "Me Chama De Volta"        | Fátima Leão / Giovani             | 3:48    |  |
| 9.             | "Passarela Do Meu Coração" | Jefferson Farias / Nino           | 3:47    |  |
| 10.            | "Momentos a Dois"          | Fátima Leão                       | 3:38    |  |
| 11.            | "Sou Eu"                   | Roberta Miranda                   | 3:20    |  |
| 12.            | "Antigo Retrato"           | Rionegro                          | 3:30    |  |
| Duração total: | Duração total:             | Duração total:                    | 42:27   |  |